# Aulacostephanus
Aulacostephanus es un género de cefalópodos amonoides extintos del Jurásico Superior Titoniano perteneciente a la familia de los perisfinctáceos Aulacostephanidae, de la cual, es el género tipo.
Aulacostephanus produjo una concha evoluta discoidal, fuertemente estriada, de tamaño moderado, alcanzando diámetros de 16 cm (~ 6.5 pulgadas), más o menos. Las costillas divergen en pares y de tres en tres desde los ganglios del hombro umbilical y se extienden radialmente hacia afuera sobre el hombro ventrolateral, pero no cruzan el venter (el borde externo). Los lados son planos, la ventosa muy redondeada, con una curva abierta o una ranura mediana que desciende por el medio.
Se han descubierto nidadas de huevos atribuidas a este género en la arcilla de Kimmeridge.

## Distribución
Sedimentos jurásicos de Alemania, Federación de Rusia, Suiza y Reino Unido.